# Шот
Вижте пояснителната страница за други значения на Шот.
Шот, шотче (на английски: shot glass) е вид чаша с малка вместимост, варираща от 30 до 60 милилитра, обикновено – 50 мл. Служи както за сервиране на чист алкохол и коктейли, така и за мерителна чашка. Името идва от английското „shot“ – „изстрел“ или на бармански жаргон: „на екс“, „на един дъх“.
Сред популярните коктейли, които се сервират в шот, са „B-52“, „Текила слемър“, „Стрида шот“, „Слипъри нипъл“ и други. Малкото количество, което се събира в шота, позволява да бъде изпито бързо и наведнъж, което често води до асоциацията на този вид питиета с различни облози и игри.
Шотовете съществуват в разнообразие от форми, размери, материали и декорации. Най-често са от прозрачно стъкло, но има и такива от оцветено или матирано стъкло, порцелан, метал, дори и дървени. Върху шотовете могат да бъдат щамповани различни изображения и текстове, а също така може и да се рисува на ръка. Поради малките размери на шота, често тези изображения са стилизирани.
Шотовете могат да се изработват като рекламни сувенири за фирми производители на алкохол и други, футболни отбори, музикални групи, а също така представляват и един от популярните видове туристически сувенири, изобразяващи имена, знамена и гербове на градове и държави, местни архитектурни и природни забележителности, национални символи, девизи и други. Заедно с магнитчетата за хладилник, шотчетата също често са предмет на колекциониране.